# Riksmålsförbundets litteraturpris
Riksmålsförbundets litteraturpris norska:Riksmålsforbundets litteraturpris eller bara Litteraturprisen, är ett norskt litterärt pris som årligen utdelas av Riksmålsforbundet för framstående behandling av riksmålet. Priset delades fram till 2002 ut av Oslo og Bærum Riksmålsforening. Efter att denna förening upplöstes delas priset ut av Riksmålsforbundet.

## Pristagare
- 1957 – Terje Stigen
- 1958 – Harald Grieg
- 1959 – Emil Boyson
- 1960 – Odd Eidem
- 1961 – Gunnar Bull Gundersen
- 1962 – Solveig Christov
- 1963 – André Bjerke
- 1964 – Odd Hølaas
- 1965 – Rolf Jacobsen
- 1966 – Karin Bang
- 1967 – Hallvard Rieber-Mohn
- 1968 – Ebba Haslund
- 1969 – Olav Nordrå
- 1970 – Finn Carling
- 1971 – Per Arneberg
- 1972 – Bjørg Vik
- 1973 – Aasmund Brynildsen
- 1974 – Jens Bjørneboe
- 1975 – Stein Mehren
- 1976 – Astrid Hjertenæs Andersen
- 1977 – Peter R. Holm
- 1978 – Knut Faldbakken
- 1979 – Åge Rønning
- 1980 – Henrik Groth
- 1981 – Jan Bull
- 1982 – Sissel Lange- Nielsen
- 1983 – Odd Abrahamsen
- 1984 – Ernst Orvil
- 1985 – Harald Sverdrup
- 1986 – Carl Fredrik Engelstad
- 1987 – Kjell Askildsen
- 1988 – Richard Herrmann
- 1989 – Gunvor Hofmo
- 1990 – Erik Fosnes Hansen
- 1991 – Kaj Skagen
- 1992 – Paal Brekke
- 1993 – Tove Nilsen
- 1994 – Tor Åge Bringsværd
- 1995 – Fredrik Wandrup
- 1996 – Bergljot Hobæk Haff
- 1997 – Lars Saabye Christensen
- 1998 – Ketil Bjørnstad
- 1999 – Ingvar Ambjørnsen
- 2000 – Toril Brekke
- 2001 – Britt Karin Larsen
- 2002 – Olav Angell
- 2003 – Roy Jacobsen
- 2004 – Anne Birkefeldt Ragde
- 2005 – Erland Kiøsterud för Det første arbeidet
- 2006 – Egil Børre Johnsen för Unorsk og norsk. Knud Knudsen: En beretning om bokmålets far
- 2007 – Jan Chr. Næss för Det begynner med sex og ender med døden
- 2008 – Dag O. Hessen för Natur? Hva skal vi med den?
- 2009 – Rune Christiansen för Krysantemum
- 2010 – Peter Normann Waage för Leve friheten! Traute Lafrenz og Den hvite rose
- 2011 – Ingen utdelning
- 2012 – Terje Holtet Larsen för Dilettanten
- 2013 – Ragnar Kvam jr. för Mannen og mytene – tredje bind om Thor Heyerdahl.
- 2014 – Odd Klippenvåg för Ada